# Interstate compact
Interstate compact är i amerikansk rätt benämningen på ett bindande avtal mellan två eller flera delstater, alternativt mellan en eller flera amerikanska delstater och en utländsk stat. I enlighet med USA:s konstitution måste sådana avtal godkännas av USA:s kongress.

## Syfte och användning
Det framgår inte i grundlagstexten huruvida ett sådant godkännande ska ske i förhand eller retroaktivt. Ett godkännande måste dock ges i förväg om avtalet inkräktar på rättigheter som enligt konstitutionen tillkommer USA:s federala statsmakt.
Denna typ av avtal har främst använts för att lösa gränstvister, gemensam hantering av naturresurser samt för skapandet av gemensamma myndigheter med ett särskilt syfte. Under 2013 fanns det över 200 giltiga interstate compacts. Den genomsnittliga delstaten deltog i ungefär 25 stycken, varav Virginia hade flest (40) och Hawaii det minsta antalet med 15.
Det mest kända exemplet på en interstate compact är den från 1921 mellan delstaterna New York och New Jersey som var den första att skapa en gemensam myndighet: Port Authority of New York and New Jersey, som driver hamnar, flygplatser och en egen tunnelbanelinje i New Yorks storstadsområde.